# 艾伯华
艾伯华（1909年3月17日—1989年8月15日），本名沃尔弗拉姆·埃伯哈德（Wolfram Eberhard），是一位德裔美国社会学家，美国加州大学伯克利分校的社会学教授，主要研究西亚、中亚和东亚。著有《中国民间故事类型》等。

## 生平
他出生于德意志帝國波茨坦，曾就读于柏林大学。1934年首次前往中国，去过西安、华山、太原和大同的云冈石窟。
1989年，他在家中去世。